# 西晉演義
《西晉演義》又名《西晉志傳》，明代通俗歷史演義小說，楊爾曾撰，從西晉武帝司馬炎太康元年寫起，到東晉元帝司馬睿大興元年，前後包括一百五十二年(265-417年)的歷史。共四卷，一百一十六回(章)。描述西晉統治者司馬氏兄弟之間，皇族爭權奪利、文士放蕩不尊儒術、後妃之間爭奪殘殺，以及拓跋氏、匈奴、鮮卑等少數民族的不斷入侵，戰爭不斷，直到晉愍帝司馬鄴被漢劉聰所滅，才結束晉室二百多餘年來，干戈未休，骨肉相殘，胡人竊位的情境。

## 內容概述
《西晉演義》文言文記述西晉歷史發展，以編年體敘述史事為主。西晉第一個皇帝司馬炎，明達善謀，能斷大事，滅了東吳，完成了統一。歷行恭儉，如有司上奏有關「重費民財」的奏折。武帝虛心接受，立即改正。不久便怠於政事，沉於酒宴，寵愛後黨，朝夕淫樂，開國創業之君，終成荒淫奢靡之人。
武帝死後，惠帝司馬衷即位，昏庸無知。賈后南風，荒淫放恣，恃寵弄權，凶殺楊氏三族，謀害太子；專斷獨行，因而引起內亂。司馬氏叔侄、兄弟爭奪權利，互相謀害殘殺，內戰不斷。忠賢絕路，朝綱大壞，賄賂公行，很多百姓沒飯吃，活活餓死，惠帝聽見臣下上奏，同情之餘也大惑不解，問道：「何不食肉糜？」，昏庸愚昧可想而知。
作者以鮮明的是非、愛憎、美醜、正邪意識，對西晉時期的醜、惡、非、邪種種現象，給以無情地揭露。內亂引來了外患，各少數民族紛紛入侵。匈奴、羯戎、羌人、氐人、鮮卑先後占領中原，中原已喪失一半。